# RapidSMS
RapidSMS é um conjunto de ferramentas para serviço de mensagens curtas de texto (SMS) criado pela unidade de inovação da UNICEF para coleta de dados e inquéritos. Em 2013, Christopher Fabian e Erica Kochi integraram a lista da Time das 100 pessoas mais influentes do ano pelo seu trabalho na RapidSMS.